# Merete
Merete er et pigenavn, der er en dansk afledning af Margrethe. Navnet forekommer også i variationerne Merethe, Meretha og Mereta. I alt næsten 7.000 danskere bærer et af navnene ifølge Danmarks Statistik. 
Navnet Mette er afledt af Merete.

## Kendte personer med navnet
- Merete Pryds Helle, dansk forfatter.
- Merethe Stagetorn, dansk advokat.
- Helle Merete Sørensen, dansk skuespiller.
- Merete Voldstedlund, dansk skuespiller.